# Puellina decipiens
Puellina decipiens är en mossdjursart som beskrevs av Ryland och Hayward 1992. Puellina decipiens ingår i släktet Puellina och familjen Cribrilinidae. Inga underarter finns listade i Catalogue of Life.